# Loạt danh sách 100 năm... của Viện phim Mỹ
Loạt danh sách 100 năm... của Viện phim Mỹ là tập hợp các danh sách và các chương trình truyền hình đi kèm của đài CBS, trong đó Viện phim Mỹ vinh danh 100 năm các tác phẩm điện ảnh xuất sắc nhất của điện ảnh Hoa Kỳ.
Các danh sách bao gồm:
- 1998: Danh sách 100 phim hay nhất của Viện phim Mỹ
- 1999: Danh sách 100 ngôi sao điện ảnh của Viện phim Mỹ
- 2000: Danh sách 100 phim hài của Viện phim Mỹ
- 2001: Danh sách 100 phim giật gân của Viện phim Mỹ
- 2002: Danh sách 100 phim lãng mạn của Viện phim Mỹ
- 2003: Danh sách 100 anh hùng và kẻ phản diện của Viện phim Mỹ
- 2004: Danh sách 100 ca khúc trong phim của Viện phim Mỹ
- 2005: Danh sách 100 câu thoại đáng nhớ trong phim của Viện phim Mỹ
- 2005: Danh sách 100 năm nhạc phim của Viện phim Mỹ (sự kiện đặc biệt diễn ra ở Hollywood Bowl; không được phát trên truyền hình)
- 2006: Danh sách 100 phim truyền cảm hứng của Viện phim Mỹ
- 2006: Danh sách 100 năm phim ca nhạc của Viện phim Mỹ (sự kiện đặc biệt diễn ra ở Hollywood Bowl; không được phát trên truyền hình)
- 2007: Danh sách 100 phim hay nhất của Viện phim Mỹ (phiên bản kỷ niệm 10 năm)
- 2008: Danh sách 10 phim hay nhất thuộc 10 thể loại của Viện phim Mỹ